# Sad El Baouchriye
Sad El Baouchriye ou Sad El Bauchrieh (arabe : سد البوشرية) est un village libanais situé dans le caza du Metn au Mont-Liban au Liban. La population est toute chrétienne.